# Кромское сельское поселение
Кро́мское се́льское поселе́ние — муниципальное образование в Верхнеландеховском районе Ивановской области России.
Административный центр — село Кромы.

## История
Статус и границы сельского поселения установлены Законом Ивановской области от 25 февраля 2005 года № 48-ОЗ «О городском и сельских поселениях в Верхнеландеховском муниципальном районе».

## География
Кромское сельское поселение расположено в восточной части Верхнеландеховского района. Общая площадь территории — 167,36 км². Административный центр, село Кромы, находится в 12 км от районного центра, посёлка Верхний Ландех, и в 117 км от областного центра, города Иваново. По территории поселения протекают реки Таех и Невра.
Граничит:
- на севере — с Лухским районом;
- на востоке — с Пучежским районом;
- на юго-востоке — с Симаковским сельским поселением;
- на юге — с Верхнеландеховским городским поселением;
- на западе — с Мытским сельским поселением.

## Население
| 2002 | 2010 | 2011 | 2012 | 2013 | 2014 | 2015 |
| ---- | ---- | ---- | ---- | ---- | ---- | ---- |
| 796  | ↘604 | ↘602 | ↘574 | ↘562 | ↘542 | →542 |
| 2016 | 2017 | 2018 | 2019 | 2020 | 2021 |      |
| ↘518 | ↘497 | ↘473 | ↘465 | ↘447 | ↘431 |      |

По данным генерального плана, на 1 января 2013 года на территории поселения проживало 580 человек.

## Состав сельского поселения
В состав сельского поселения входят 39 населённых пунктов:
| №  | Населённый пункт | Тип населённого пункта       | Население |
| -- | ---------------- | ---------------------------- | --------- |
| 1  | Абросово         | деревня                      | ↘14       |
| 2  | Бараново         | село                         | ↗83       |
| 3  | Батраково        | деревня                      | ↘0        |
| 4  | Бахаевская       | деревня                      | ↘0        |
| 5  | Брусово Большое  | деревня                      | ↘20       |
| 6  | Высоково         | деревня                      | ↘6        |
| 7  | Гончаково        | деревня                      | ↘0        |
| 8  | Детково          | деревня                      | ↘9        |
| 9  | Душино           | деревня                      | ↘1        |
| 10 | Ефремово         | деревня                      | 19        |
| 11 | Жерноково        | деревня                      | ↘10       |
| 12 | Закурино         | деревня                      | ↘2        |
| 13 | Каменки          | деревня                      | ↘0        |
| 14 | Кочино           | деревня                      | ↘0        |
| 15 | Кромы            | село, административный центр | ↗200      |
| 16 | Лыково           | деревня                      | ↘9        |
| 17 | Маклаково        | деревня                      | ↘32       |
| 18 | Макунино         | деревня                      | ↘3        |
| 19 | Мальнинская      | деревня                      | ↘26       |
| 20 | Марьино          | деревня                      | ↘54       |
| 21 | Молябуха Большая | деревня                      | ↘0        |
| 22 | Мошково          | деревня                      | 8         |
| 23 | Нёвра            | деревня                      | ↘0        |
| 24 | Обухово          | деревня                      | ↘0        |
| 25 | Осиново          | деревня                      | ↘22       |
| 26 | Осоки            | деревня                      | ↘20       |
| 27 | Остров           | деревня                      | ↘1        |
| 28 | Павлигино        | деревня                      | ↘0        |
| 29 | Перлево          | деревня                      | ↘2        |
| 30 | Петелино         | деревня                      | ↘0        |
| 31 | Петрово          | деревня                      | ↘6        |
| 32 | Поневерье        | деревня                      | ↘0        |
| 33 | Рубцово          | деревня                      | ↘0        |
| 34 | Соловьёво        | деревня                      | ↘0        |
| 35 | Тимошинская      | деревня                      | ↘0        |
| 36 | Филатово         | деревня                      | ↘6        |
| 37 | Чурилки          | деревня                      | ↘4        |
| 38 | Шатуново         | деревня                      | ↘47       |
| 39 | Шашино           | деревня                      | ↘0        |

## Экономика и инфраструктура
Для сельского поселения характерен низкий уровень обеспеченности объектами инженерной инфраструктуры. Генеральным планом развития территории на период до 2023 года было предусмотрено строительство магистрального газопровода в окрестностях деревень Молябуха Большая и Кочино, а также строительство фермы в деревне Мальнинская.

## Объекты культурного наследия
На территории поселения находятся выявленные объекты культурного наследия (памятники архитектуры):
- Церковь Владимирской иконы Божией Матери — село Бараново.
- Церковная школа — село Бараново.
- Свято-Духовская (Покровская) церковь — село Кромы.
- Богородицкая часовня — деревня Марьино.
- Покровская церковь — село Обухово.